# V. Németh Zsolt
V. Németh Zsolt (Szombathely, 1963. július 12.) magyar politikus, az Energiaügyi Minisztérium vízgazdálkodásért felelős államtitkára, a magyar életmód és nemzeti értékeink védelméért felelős miniszterelnöki biztos, a Vas vármegyei 3. számú egyéni választókerület országgyűlési képviselője, a Hungarikum Bizottság tagja.

## Életpályája
1984-ben Székesfehérváron az Erdészeti és Faipari Egyetem Földmérési és Földrendezői Főiskolai Karán okleveles földmérő üzemmérnöki diplomát szerzett. 1994-ben a Janus Pannonius Tudományegyetem Bölcsészettudományi Karán okleveles humán szervező lett.
1984-től Zalaegerszegi Közúti Építő Vállalatnál dolgozott, mint művezető és kitűző mérnök. 1990-től Vasvár polgármestere volt. 1994-től a STUAG Kft.-nél, majd STRABAG Hungária Építő Kft.-nél dolgozott, mint építésvezető. 1998-ban, majd 2002-ben is megválasztották Vasvár polgármesterévé, és az MDF országgyűlési képviselőjévé is. 2004-ben több társával egyidejűleg kivált addigi frakciójából, és a ciklus végéig független képviselőként folytatta munkáját. 2006-2010 között Vas megye 5. választókerületének országgyűlési képviselője, a Foglalkoztatási és Munkaügyi Bizottság tagja.
1998 és 2004, illetve 2006 és 2010 között az Országgyűlés jegyzője volt.
1990-1994-ig és 1998-2010-ig Vasvár polgármestere volt. 2010-től a Vidékfejlesztési Minisztérium vidékfejlesztésért felelős államtitkára.
A 2014-es országgyűlési választáson újra elindult, és a Vas megyei 3 számú egyéni választókerületében országgyűlési képviselő lett 56,99 százalékkal.
2018-tól az Országgyűlés Költségvetési Bizottságának tagja. A 2018. júniustól novemberig és a 2022. májustól júliusig tartó időszakban a bizottság alelnöke.
2018 és 2022 között kiemelkedő nemzeti értékek felügyeletéért felelős miniszteri biztos. 
2022-től magyar életmód és nemzeti értékeink védelméért felelős miniszterelnöki biztos.
2023. február 8-tól az Energiaügyi Minisztérium víziközmű-ágazatért felelős államtitkára.
2024. augusztus 1-től az Energiaügyi Minisztérium vízgazdálkodásért felelős államtitkára.
Nős, felesége az Országos Mentőszolgálat oktatásszervezője. Három fiúgyermekük van, Dániel, Bence és Márton .

## Közéleti megbízatások
1989-től 1990-ig az MDF Vasvári szervezetének elnöke, majd 1994-től 1998-ig a Vas Megyei Közgyűlés képviselője, a Területfejlesztési Bizottság alelnöke. 1996-tól az MDF, 2004-től a Nemzeti Fórum Vas megyei elnöke. 2010